# Янош Такач
Янош Такач (угор. János Takács; нар. 17 квітня 1967, Татабанья, медьє Комаром-Естергом) — угорський борець греко-римського стилю, бронзовий призер чемпіонату Європи, бронзовий призер Кубку світу, учасник двох Олімпійських ігор.

## Життєпис
Боротьбою почав займатися з 1974 року. У 1985 році став чемпіонату Європи серед юніорів. У 1987 році здобув срібну медаль чемпіонату світу серед молоді.
Виступав за спортивний клуб «Vasas Goldplast» Будапешт. Тренер — Іштван Томін.

## Спортивні результати на міжнародних змаганнях

### Виступи на Олімпіадах
| Змагання                    | Збірна   | Вагова категорія                 | Місце |
| --------------------------- | -------- | -------------------------------- | ----- |
| Літні Олімпійські ігри 1988 | Угорщина | греко-римська боротьба, до 74 кг | 4     |
| Літні Олімпійські ігри 1992 | Угорщина | греко-римська боротьба, до 74 кг | 11    |

### Виступи на Чемпіонатах світу
| Змагання                        | Збірна   | Вагова категорія                 | Місце |
| ------------------------------- | -------- | -------------------------------- | ----- |
| Чемпіонат світу з боротьби 1990 | Угорщина | греко-римська боротьба, до 74 кг | 4     |
| Чемпіонат світу з боротьби 1991 | Угорщина | греко-римська боротьба, до 74 кг | 9     |
| Чемпіонат світу з боротьби 1994 | Угорщина | греко-римська боротьба, до 74 кг | 9     |

### Виступи на Чемпіонатах Європи
| Змагання                         | Збірна   | Вагова категорія                 | Місце  |
| -------------------------------- | -------- | -------------------------------- | ------ |
| Чемпіонат Європи з боротьби 1988 | Угорщина | греко-римська боротьба, до 74 кг | Бронза |
| Чемпіонат Європи з боротьби 1991 | Угорщина | греко-римська боротьба, до 74 кг | 4      |
| Чемпіонат Європи з боротьби 1992 | Угорщина | греко-римська боротьба, до 74 кг | 4      |
| Чемпіонат Європи з боротьби 1994 | Угорщина | греко-римська боротьба, до 74 кг | 22     |

### Виступи на Кубках світу
| Змагання                    | Збірна   | Вагова категорія                 | Місце  |
| --------------------------- | -------- | -------------------------------- | ------ |
| Кубок світу з боротьби 1993 | Угорщина | греко-римська боротьба, до 74 кг | Бронза |

### Виступи на інших змаганнях
| Змагання                           | Збірна   | Вагова категорія                 | Місце  |
| ---------------------------------- | -------- | -------------------------------- | ------ |
| Золотий Гран-прі з боротьби 1987   | Угорщина | греко-римська боротьба, до 74 кг | 4      |
| Гала гран-прі FILA 1988            | Угорщина | греко-римська боротьба, до 74 кг | Бронза |
| Гран-прі Німеччини з боротьби 1989 | Угорщина | греко-римська боротьба, до 74 кг | 5      |
| Гран-прі Німеччини з боротьби 1992 | Угорщина | греко-римська боротьба, до 74 кг | 11     |

### Виступи на змаганнях молодших вікових груп
| Змагання                                       | Збірна   | Вагова категорія                 | Місце  |
| ---------------------------------------------- | -------- | -------------------------------- | ------ |
| Чемпіонат Європи з боротьби серед юніорів 1984 | Угорщина | вільна боротьба, до 70 кг        | 6      |
| Чемпіонат Європи з боротьби серед юніорів 1985 | Угорщина | вільна боротьба, до 70 кг        | Золото |
| Чемпіонат Європи з боротьби серед молоді 1986  | Угорщина | греко-римська боротьба, до 68 кг | 4      |
| Чемпіонат світу з боротьби серед молоді 1987   | Угорщина | вільна боротьба, до 74 кг        | 5      |
| Чемпіонат світу з боротьби серед молоді 1987   | Угорщина | греко-римська боротьба, до 74 кг | Срібло |